# Nova Olinda (Sao Tomé-et-Principe)
Pour les articles homonymes, voir Nova Olinda.
Nova Olinda est une localité de Sao Tomé-et-Principe située au nord-est de l'île de Sao Tomé, dans le district de Cantagalo. C'est une ancienne roça.

## Population
Lors du recensement de 2012, 107 habitants y ont été dénombrés.

## Roça
Elle se distingue par sa casa principal bien conservée.
Photographies et croquis réalisés en 2011 mettent en évidence la disposition des bâtiments, leurs dimensions et leur état à cette date.